# Jesús Tirso Blanco
Jesús Tirso Blanco (3 de junho de 1957 — 22 de fevereiro de 2022) foi um prelado católico angolano nascido na Argentina.
Tirso Blanco nasceu na Argentina e foi ordenado sacerdote em 1985. Ele serviu como bispo da Diocese Católica Romana de Luena da Angola, de 2007 até sua morte em 2022. Blanco morreu em 22 de fevereiro de 2022, aos 64 anos de idade. Tirso Blanco foi tido como m dos principais prelados da Diocese do Lwena que soube difundir o Evangelho nos quatro recantos daquela emaranhada Diocese católica, fundando tantos projectos sociais e religiosos como seminários, menor, médio e maior, casa de acolhimento para crianças sem teto, casas de formação profissional para a juventude nas distintas paróquias, tudo em nome do seu amor pelo querígma. Dom Jesus Tirso Blanco marcou com singularidade cada jovem que cruzou o seu caminho. Acredita-se que tal génio se deveu pelo facto de ter sido um sacerdote salesiano. Foi um ser humano intenso e comprometido com o trabalho, daí que é sagrado como o "Santo do Trablho", pois entre os jovens que terão convivido in loco com a sua pessoa, nunca deixou de referenciar que "é preciso que vocês trabalhem para que eu descanse". Pela Infinita misericordia de Deus que a sua alma descanse em Paz, pois perpetuar-se-a o seu legado pelos jovens que ele cruzou na sua vida simples e humilde. 